# شهرستان اولوغچات
شهرستان اولوغچات (به اویغوری: ئۇلۇغچات ناھىيىسى، به قرقیزی: ۇلۇۇچات وودانى) و یا شهرستان ووچیا (به چینی: 乌恰县، به پین‌یین: Wūqià Xiàn) یک شهرستان در چین است که در ولایت خودمختار قزل‌سو قرقیز واقع شده‌است.
 شهرستان اولوغچات ۱۸٬۷۵۸ کیلومتر مربع مساحت و ۴۰٬۰۰۰ نفر جمعیت دارد.

## جمعیت
| ترکیب قومیتی شهرستان اولوغچات | ترکیب قومیتی شهرستان اولوغچات | ترکیب قومیتی شهرستان اولوغچات | ترکیب قومیتی شهرستان اولوغچات | ترکیب قومیتی شهرستان اولوغچات |
| ----------------------------- | ----------------------------- | ----------------------------- | ----------------------------- | ----------------------------- |
| قومیت                         | قومیت                         |                               | درصد                          | درصد                          |
| قرقیز                         | قرقیز                         |                               | ۸۷٫۲٪                         | ۸۷٫۲٪                         |
| هان                           | هان                           |                               | ۹٫۸٪                          | ۹٫۸٪                          |
| اویغور                        | اویغور                        |                               | ۲٫۶٪                          | ۲٫۶٪                          |
| هوئی                          | هوئی                          |                               | ۰٫۲٪                          | ۰٫۲٪                          |
| قزاق                          | قزاق                          |                               | ۰٫۱٪                          | ۰٫۱٪                          |
| سایر                          | سایر                          |                               | ۰٫۱٪                          | ۰٫۱٪                          |
| منبع سرشماری جمعیت :          |                               |                               |                               |                               |